# Turraea stolzii
Turraea stolzii är en tvåhjärtbladig växtart som beskrevs av Hermann August Theodor Harms. Turraea stolzii ingår i släktet Turraea och familjen Meliaceae. Inga underarter finns listade i Catalogue of Life.